# Jan Siemerink
Johannes Martinus ("Jan") Siemerink (Rijnsburg, 14 de abril de 1970) é um ex-tenista profissional holandês.